# Djungelkatt
Djungelkatt (Felis chaus) är ett litet kattdjur med långa ben och spetsiga öron. Arten undviker trots sitt namn den typiska djungeln.
Artepitet chaus är trivialnamnet för detta kattdjur i språket hindi.

## Utseende
Djungelkatten är cirka 70 cm lång, och har en relativt kort (cirka 30 cm) svans. Vikten varierar mellan 7 och 13,5 kg. Pälsen är huvudsakligen sandfärgad till gråbrun, ibland med en rödaktig skugga. Bålen har inga fläckar men flera svarta hårspetsar på ryggen kan ibland tolkas som mörka prickar. Ofta förekommer mörka tvärlinjer på extremiteterna och vid svansens spets finns flera svartaktiga ringar. Kännetecknande för arten är dessutom små svarta tofsar på öronen. Ovanpå och under ögonen finns vita fläckar som liknar en ljus ögonring.

## Utbredning och habitat
Djungelkatten lever i sumpmarker, på blöta ängar samt i skogar och buskage vid vattendrag. I torra områden letar den efter vattensamlingar. Arten vistas i låglandet och i bergstrakter upp till 2400 meter över havet. Katten saknas i motsats till sitt namn i den typiska djungeln, alltså i regnskogar där kronorna bildar ett tät bladverk. Dessa djur förekommer från Indokina och Sri Lanka över Indien och Mesopotamien till Volgas delta och till Kazakstan. I södra Kina når arten till norra Yunnan eller möjligen till södra Sichuan. Väster om Indien är utbredningsområdet delat i flera från varandra skilda populationer. Den population som finns i Egypten vid undre Nildalen är den enda i Afrika. Artens bestånd minskar på grund av att dess levnadsområden förstörs. För närvarande räknas djungelkatten emellertid inte till de hotade arterna.

## Levnadssätt
Djungelkatter lever utanför parningstiden ensamma och gömmer sig vanligtvis i täta buskar. Hanens revir överlappar med reviren från flera honor. Territoriets gränser markeras av hanen med urin och med körtelvätska.
Individernas aktivitetstider och deras val av födan varierar beroende på utbredningsområdet. Djungelkatter i centrala Indien är främst nattaktiva och populationer i Sydostasien jagar främst på dagen. I de flesta regionerna är mindre däggdjur med en vikt upp till 1 kg djungelkattens huvudbyte. Det är oftast gnagare men kan även vara harar eller kaniner. Ofta kompletteras födan med några småfåglar. Ett undantag är södra Ryssland. Där jagar djungelkatten under vintern främst vattenlevande fåglar som ankor. En liten del av födan utgörs av andra smådjur som grodor, fiskar, ödlor eller insekter samt av växtdelar som oliver. Djungelkatten kan även äta ett kadaver som ett lejon lämnade efter sig. Ibland fäller arten ett större byte som sumpbäver, griskulting, en ung gasell eller ett ungdjur av axishjort.
Tiden när honan blir brunstig varierar beroende på utbredning. Efter dräktigheten som varar i cirka 65 dagar föder honan oftast 2 till 3 ungar och ibland upp till 6 ungar. I några delar av utbredningsområdet kan honor ha två kullar per år. Vid födelsen är ungarna blinda och de öppnar sina ögon efter 10 till 13 dagar. Ungarna diar sin mor ungefär 102 dagar och de blir självständiga efter 8 till 9 månader. Cirka två månader senare blir djungelkatter av honkön könsmogna. Arten kan bli upp till 14 år gammal.
Ungarnas uppfostring sker i en lya som är omgiven av tät växtlighet. Ibland är lyan ett ihåligt träd eller en större jordhåla mellan rötter.

## Hybrider
Djungelkatten har korsats med huskatter och givit upphov till en ny kattras, chausie.

## Underarter
Enligt Wilson & Reeder (2005) skiljs mellan nio underarter:
- Felis chaus chaus, Iran, Pakistan, Afghanistan, Centralasien
- Felis chaus affinis, Vietnam, Laos, Kambodja, Yunnan, Himalaya
- Felis chaus fulvidina, Thailand, Myanmar
- Felis chaus furax, Iraq, Syrien, Israel
- Felis chaus kelaarti, Sri Lanka
- Felis chaus kutas, östra Indien, Bangladesh
- Felis chaus nilotica, Egypten
- Felis chaus oxiana, sydvästra Ryssland
- Felis chaus prateri, västra Indien